# Dragonul alb
Dragonul alb (în poloneză Biały smok, în engleză Legend of the White Horse) este un film de aventuri pentru copii polono-american din 1987, regizat de Jerzy Domaradzki⁠(d) și Janusz Morgenstern⁠(d), inspirat din romanul realist magic White Horse, Dark Dragon⁠(d) de Robert C. Fleet, care a fost și autorul scenariului filmului. A fost produs de Alina Szpak pentru companiile Legend Productions și Film Polski⁠(d).
Filmul, a cărui acțiune are loc în țara europeană fictivă Karistan, urmărește peripețiile unui geolog american într-o zonă montană misterioasă unde se află un cal alb capabil să se transforme în dragon. Rolurile principale sunt interpretate de Christopher Lloyd (interpretul dr. Emmett Brown⁠(d) din seria Înapoi în viitor), Dee Wallace⁠(d) (interpreta lui Mary Taylor, mama celor trei copii din E.T. Extraterestrul), Allison Balson⁠(d) (interpreta lui Nancy Oleson din seria Little House on the Prairie⁠(d)) și Soon-tek Oh⁠(d) (interpretul sadicului colonel vietnamez Yin din Missing in Action 2: The Beginning⁠(d)). Premiera filmului a avut loc pe 13 iulie 1987 în Polonia. Filmul a fost relansat în anul 2017 de compania Legend 44 Productions ca White Horse, Dark Dragon; Legend 44 Productions este succesorul Legend Productions, coproducătorul american și deținătorul drepturilor de autor ale filmului.

## Rezumat
La poalele unor munți sălbatici din Karistan, o țară fictivă din Europa Centrală, locuiește botanista Alta, împreună cu fiică ei oarbă, Jewel. Alta vindecă diverse boli cu ajutorul plantelor și este considerată o vrăjitoare de către populația locală. În ciuda dizabilității sale, Jewel se deplasează cu ușurință în această zonă sălbatică, cunoscând fiecare potecă și fiecare crăpătură. Fata este însoțită în plimbările ei montane de un enigmatic cal alb. Într-una din zile sosește în zonă un vizitator american pe nume Jim Martin, însoțit de fiul său de cinci ani, Steve. Jim, un inspector specializat în protejarea mediului, fusese concediat recent pentru că se opusese vânătorii ilegale într-o rezervație de animale sălbatice din California, dar primise în mod neașteptat o propunere financiară foarte atractivă din partea unei corporații americane: efectuarea unor cercetări geologice în munții Karistanului și elaborarea unui raport care să demonstreze că exploatarea zăcămintelor minerale nu va dăuna mediului natural⁠(d) din această țară.
Cei doi americani sunt găzduiți de Alma, iar Jim este asistat în cercetările sale de mica Jewel, care cunoaște foarte bine munții. Cei doi copii cutreieră zona în restul timpului, fiind însoțiți de calul alb, care – așa cum spune legenda – se poate transforma într-un dragon, care păzește zăcâmântul de diamante ascuns într-o grotă, și sunt martori ai acestei transformări supranaturale atunci când sunt atacați de doi tăietori de lemne. În același timp apare în zonă un aventurier chinez pe nume Tai-Ching, care este interesat de legenda dragonului. Rezultatele cercetărilor lui Jim indică faptul că exploatarea resurselor naturale poate duce la un dezastru ecologic. Jim refuză să ofere rezultatele cercetării corporației și predă raportul superintendentului, un reprezentant al autorității locale. În această situație, președintele corporației, Frank Brown, îl trimite în Karistan pe Doc Westmore, un specialist în rezolvarea afacerilor cu probleme, pentru a-l convinge pe Jim să modifice raportul și să împiedice dezvăluirea rezultatului cercetării.
Jim se pregătește să se întoarcă în California, împreună cu fiul său, și descoperă o conspirație între Alta și Tai-Ching pentru uciderea dragonului: inima lui urmează să le asigure tinerețea veșnică, iar diamantele din grota lui – bogăția. Cei doi asociați răpiseră mai demult o fată oarbă care urma să fie momeală pentru dragon. În acest timp, Doc Westmore decide să ia măsuri extreme, după ce nu reușise să-l mituiască pe Jim, și angajează patru bandiți locali, care îl ucid pe superintendent și îi capturează pe Steve și Jewel pentru a-l forța pe Jim să-i predea raportul. Tai-Ching îi salvează pe copii pentru a-i urmări până la grota dragonului și apoi îl ajută pe Jim să-i învingă pe mercenari. O nouă luptă izbucnește în grota dragonului: Alta o rănește grav pe Jewel, iar Jim îl împinge pe Tai-Ching într-o prăpastie. Dragonul apare și o transformă pe Alta într-o vrăjitoare urâtă, în timp ce pe Jewel o vindecă și îi redă vederea. Ajunși în California, Jim și Jewel dezvăluie planurile criminale ale corporației într-o conferință de presă.

## Distribuție
- Christopher Lloyd — Jim Martin
- Dee Wallace⁠(d) — Alta (menționată Dee Wallace Stone)
- Soon-Tek Oh⁠(d) — Tai-Ching (menționată Soon-Teck Oh)
- Christopher Stone⁠(d) — Doc Westmore
- Luke Askew⁠(d) — Frank Brown, președintele corporației
- Allison Balson⁠(d) — Jewel
- Stephan Szpak-Fleet — Steve Martin, fiul lui Jim
- Kazimierz Kaczor⁠(d) — supraintendentul
- Charles Kivette — Stein
- Archie Lee Simpson — Silver
- Zbigniew Lesień — Peter
- Stanisław Wolski — Johann
- Zdzisław Sośnierz — Georgi
- Andrzej Blumenfeld⁠(d) — Bartan
- Ryszard Radwański — polițistul
- Andrzej Szopa — barmanul
- Agata Piszczorowicz — prietena lui Doc
- Ann Carol Vanex — Carol
- Robert C. Fleet — Robert
- Andrzej Krakowski⁠(d) — membru al consiliului de administrație al corporației
- Janina Januszkiewicz — stewardesa

## Context
Robert C. Fleet, un actor și scriitor american, a beneficiat de o bursă de cercetare în Polonia și a călătorit prin întreaga țară. A ajuns la un moment dat în Munții Stołowe⁠(d) și a fost fascinat de stâncile sale ascuțite. S-a gândit să scrie scenariul unui film cu acțiunea desfășurată în această zonă, dar a amânat acest plan până la întoarcerea în Statele Unite ale Americii. În timpul studiilor sale în Polonia, Fleet a cunoscut și s-a căsătorit cu Alina Szpak (n. 1942), o actriță la Teatrul STU⁠(d) din Cracovia. Tinerii căsătoriți au plecat curând la Los Angeles, unde au înființat o companie de producție de filme. Au realizat împreună câteva proiecte, după care Fleet și-a amintit de peisajele din Munții Stołowe și a scris scenariul unui film.
Romanul White Horse, Dark Dragon⁠(d) al lui Robert C. Fleet a fost descris de The Science Fiction Chronicle drept „o juxtapunere interesantă a fanteziei și a politicii moderne” și a dobândit statutul de roman cult datorită umorului politic sec – care satirizează comunismul de la sfârșitul anilor 1980 și ședințele consiliilor de administrație ale companiilor din SUA – combinat cu scene de acțiune și cu romantism istoric⁠(d). Filmul are o abordare mai simplă, reflectând poate gândirea producătorilor de film de la Hollywood: băieți buni vs. băieți răi. Această decizie a creat dificultăți cu privire la identificarea publicului țintă, iar rezultatul a fost un film pe care cel puțin un recenzent, Michael Medved, l-a considerat „prea intens pentru copii”.
Cartea a fost suspendată de la publicare din motive contractuale, dar a fost publicată, în cele din urmă, de Putnam/Berkley/Ace în anul 1993. Ea a fost relansată în anul 2012 în versiuni tipărite și digitale de către Red Frog Publishing.

## Producție
Producătoarea americană de origine poloneză Alina Szpak, folosind filmul de familie recent finalizat, Brothers of the Wilderness (1984), ca o încercare de a se întoarce în Polonia și dorind să contribuie la dezghețarea relațiilor ostile dintre statele occidentale și statele comuniste din cauza Războiului Rece, după abrogarea legii marțiale în țara ei natală, a contactat în anul 1984, împreună cu soțul/partenerul ei, Robert Fleet, organizația de producție și distribuție de film a țării, Film Polski⁠(d), și a realizat, în cooperare cu studioul Zespół Filmowy Perspektywa, prima coproducție cinematografică SUA-Polonia (care nu era de tip services-for-hire). Dragonul alb a fost produs astfel de compania proprie a Alinei Szpak, Legend Productions, în colaborare cu Zespół Filmowy Perspektywa. Scenariul filmului a fost scris de Robert Fleet.
Filmul, care a avut un buget de 11 milioane de dolari (la valoarea din 1985) și în care au jucat actori americani și polonezi (Christopher Lloyd, Dee Wallace⁠(d), Soon-Tek Oh⁠(d), Kazimierz Kaczor⁠(d)), a fost achiziționat încă din faza de preproducție de CBS Theatrical Films⁠(d) și a fost produs de Robert Fleet, Alina Szpak, Lloyd E. Eisenhower II și Andrzej Krakowski. Regizorii filmului au fost Jerzy Domaradzki⁠(d) și Janusz Morgenstern⁠(d), iar director de imagine a fost Ryszard Lenczewski⁠(d). Filmările au avut loc în anii 1985 și 1986 și s-au desfășurat în Munții Stołowe⁠(d) (piscul Szczeliniec Wielki⁠(d)), pe plaja orașului Łeba din Parcul Național Słowiński (voievodatul Pomerania), în satele Międzygórze⁠(d) și Srebrna Góra⁠(d) (voievodatul Silezia Inferioară) și în orașele Wrocław (voievodatul Silezia Inferioară) și Wieliczka (voievodatul Polonia Mică). Filmul a fost realizat pe peliculă color, cu o lungime de 2488 m, și are o durată de 87 de minute.

## Distribuție
Dragonul alb a fost lansat în cinematografele din Polonia la 13 iulie 1987 și s-a clasat pe locul 2 în topul filmelor de cinema cu cele mai mari încasări ale anului 1987, după filmul american E.T. al lui Steven Spielberg. Filmul a fost difuzat în câteva țări din Europa de Est: RDG (20 ianuarie 1989), Ungaria (4 mai 1989) și Uniunea Sovietică (28 octombrie 1989).
Compania CBS, care vânduse drepturile de difuzare pe 100 de piețe internaționale în timpul producției în 1985–1986, l-a redenumit Legend of the White Horse („Legenda calului alb”) pentru difuzarea în rețeaua de cinematografe din SUA. Situația s-a complicat în urma preluării CBS de către Laurence Tisch⁠(d), proprietarul conglomeratului Loews Corporation⁠(d), după câteva încercări de preluare ostilă din partea lui Ted Turner, Marvin Davis⁠(d) și Ivan Boesky⁠(d). Preluarea companiei de către Tisch a dus la închiderea diviziei CBS Theatrical Films⁠(d) la sfârșitul anului 1986, iar filmul a rămas necunoscut din motive de evitare a plății taxelor până când a fost lansat pe casetă video de CBS/Fox Video⁠(d) câțiva ani mai târziu la 27 noiembrie 1991. În urma unei înțelegeri cu CBS, filmul este distribuit în prezent pe format digital de către Legend 44 sub titlul White Horse, Dark Dragon. 